# Sighard Kleiner
Sighard Kleiner OCist, né Karl Kleiner le 7 octobre 1904 à Brégence en Autriche et mort le 5 décembre 1995 à Brégence, est un moine cistercien autrichien qui fut le neuvième abbé général de l'ordre de Cîteaux.

## Biographie

### Mehrerau
Le jeune Karl Kleiner fréquente le Collegium Bernardi tenu par les moines de l'abbaye de Mehrerau sur les rives du lac de Constance. Il obtient sa Matura (équivalant plus ou moins au baccalauréat du système français) avec félicitations en 1923, puis il étudie la théologie. Il est ordonné prêtre le 16 septembre 1928. Il entre le 13 novembre 1928 comme novice à l'abbaye de Mehrerau où il prend le nom de religion de Sighard. Sa thèse de doctorat en théologie est gratifiée de summa cum laude en 1931. Il devient professeur de religion au Gymnasium (lycée) de Mehrerau. Ensuite il est dozent de dogmatique à l'école de théologie de Mehrerau. 

### Hauterive et Citeaux
Il part d'Autriche (rattachée à l'Allemagne depuis mars 1938) en 1939. De 1939 à 1950, il est prieur de l'abbaye d'Hauterive, nouvellement refondée par un groupe venu de Mehrerau qu'il dirige. Le 5 novembre 1950, il est nommé procurateur général de l'Ordre de Cîteaux et gratifié du titre honorifique d'abbé titulaire de Morimond. Du 8 mai 1953 à août 1985, il est abbé général de l'Ordre. Il participe au concile Vatican II. Il a une vision plutôt libérale, dans les années de bouleversements postconciliaires qui voient un grand nombre de prêtres quitter l'Église et de religieux rompre leurs vœux. C'est lui par exemple qui doit gérer l'affaire de l'abbaye Notre-Dame de Boquen.[réf. nécessaire]

## Œuvres
- Das Ideengut des heiligen Benedikt heute, Europäisch-Benediktinische Besinnungen 2, Wurtzbourg, 1979.
- Zuerst Gott dienen. Geistliche Gespräche über die Regel des hl. Benedikt, Langwaden, 1990.